# Apos korallrev
Apos korallrev är en serie korallrev i vatten runt ön Apo som ingår i provinsen Occidental Mindoro i Filippinerna. Reven omfattar 34 kvadratkilometer.

## Marinreservat och turism

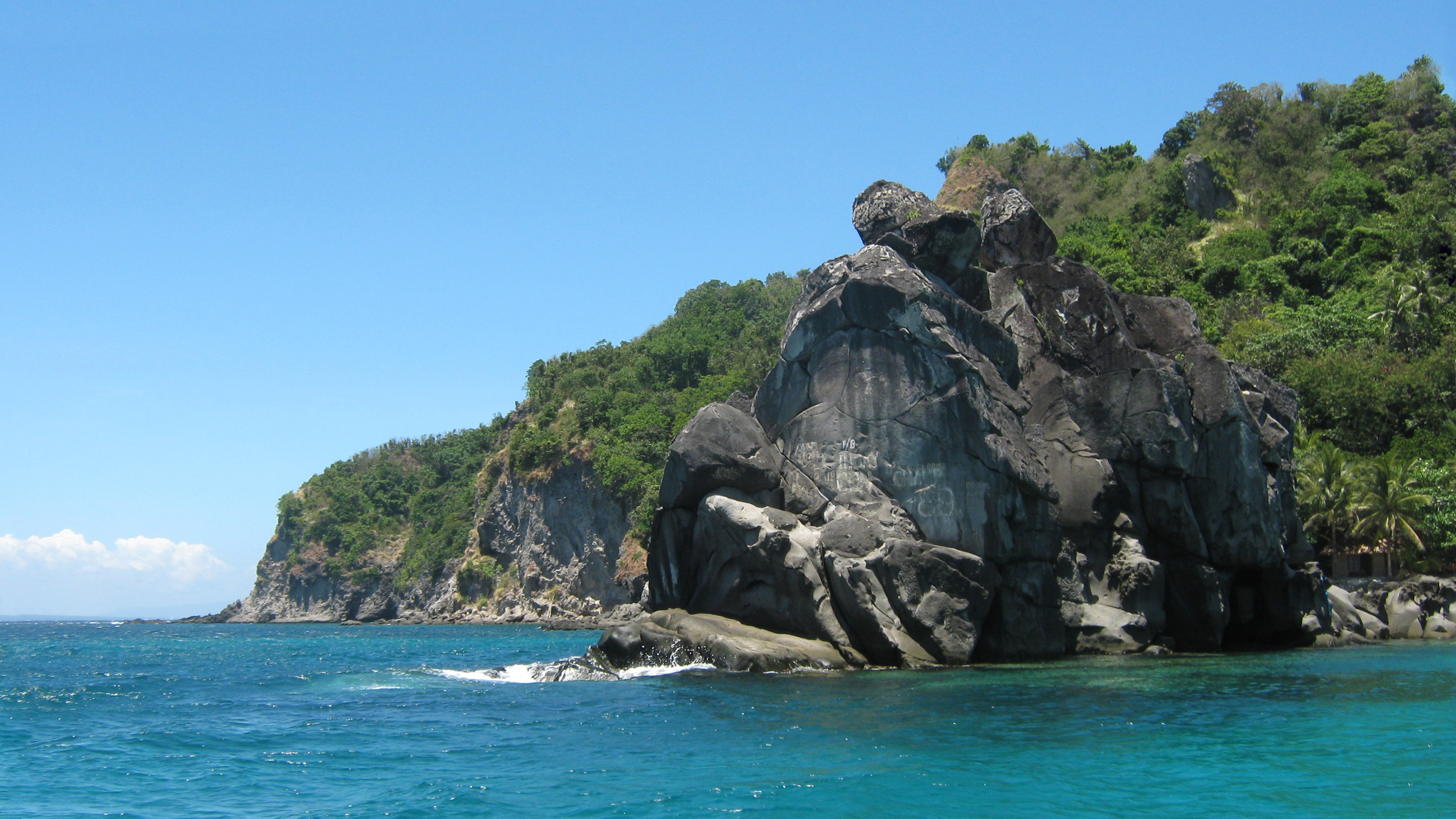
Klippformationer nära öns båtbrygga.

En del av korallrevet har gjorts till ett samhällsorganiserat marint reservat, och som sådant har den blivit väl dokumenterad av den globala forskningen. Detta projekt startades när Angel Alcala, havsforskare på Silliman University Marine Laboratory, redogjorde för lokala fiskare om betydelsen att skapa ett marint reservat i området. Till en början, var lokalbefolkningen tveksam, men efter en 3 år lång dialog, lyckades Alcala övertyga öns invånare att bilda reservatet. Med stöd av personal på SU Marine Laboratory utsåg fiskarna ett område längs en 450 meter lång strandlinje och 500 meter ut i havet som marinreservatets område. Sedan dess har projektet lagt grunden för de hundratals andra marinreservat som skapats i Filippinerna.
För närvarande är området runt ön hem för över 650 dokumenterade fiskarter och uppskattas ha över 400 korallarter. De flesta av Filippinernas 450 korallarter finns således här, alltifrån små blåskoraller till enorma hornkoraller och hjärnkoraller. Besökare och turister får betala en avgift för att besöka ön Apo och för att snorkla eller dyka i marinreservatet där. Avgifterna går till att hålla reservatet rent och i gott skick.
2003 öppnade Shedd Aquarium i Chicago, USA en korallrevsutställning baserad på reven kring Apo. 2008 listade tidskriften Sport Diver Magazine ön Apo som en av de 100 främsta dykplatserna i världen.

## Världsarvsstatus
16 maj 2006 sattes Apos korallrev upp på Filippinernas tentativa världsarvslista.